# 興泰 (乾隆進士)
興泰（？—？），字孚山，号静菴，满洲正黄旗人，格济勒氏。雍正乙酉举人，乾隆元年丙辰科进士。选翰林院庶吉士，授检讨；六年任湖南乡试副考官；七年任日讲起居注官；九年任陕西乡试正考官；十二年任肇高學政；十五年任詹事府詹事。著有《静菴诗钞》。